# EK 85
EK 85 – prototyp wyścigowy, zaprojektowany i skonstruowany przez Edwarda Kindermana.

## Historia
W połowie lat 80. Edward Kinderman, korzystając z rad Jacka Jurzaka (konstruktora JJ-01), zbudował własny prototyp wyścigowy. Samochód ten oparł na podzespołach Fiata 131. Nadwozie stanowiła rama rurowa, natomiast karoserię wykonano z laminatów. Wygląd samochodu był wzorowany na Porsche 956. Dwulitrowy silnik i skrzynia biegów pochodziły od Fiata. Pojazd zadebiutował w Wyścigowych Samochodowych Mistrzostwach Polski w 1986 roku i uczestniczył w nich do roku 1990, przy czym w 1986 roku zapewnił Kindermanowi tytuł II wicemistrza Polski w klasie 5. Rywalizował także w wyścigach górskich.